# هارييت مودي
هارييت مودي (بالإنجليزية: Harriet Moody)‏ هي مهندسة معمارية أمريكية، ولدت في 9 مايو 1891 في سانتا باربارا في الولايات المتحدة، وتوفي بنفس المكان في 9 مارس 1966.